# 影武者 (電影)
《影武者》又名《影子武士》，是一部1980年上映、由日本電影導演黑澤明執導的電影，「影武者」謂日本戰國時代中樣貌形象與大名相似的替身。
該片男主角一開始由《盲劍客》勝新太郎擔任，後來改由仲代達矢上陣，獲得了康城影展金棕榈奖并提名奥斯卡最佳外语片奖。

## 故事概要
本片是以日本戰國時代走向统一过程的初期阶段为背景，以一个影武者为缩影再现了当时的战争以及人物。「甲斐之虎」武田信玄因为战术需要（不動如山）經常面對危險，需要使用替身，以策安全，而這種替身被稱為「影武者」。
他的弟弟武田信廉身為信玄的影武者多年，卻無意在鐮成河畔的刑場上，發現了一個將被處死的竊賊，長相酷似信玄，便引薦作為影武者。後來，信玄在一次重要战役（攻打织田与德川联军）中被敌方無名小卒以火繩槍擊成重傷，為維持軍心並防止敵軍來攻，信玄臨死前吩咐重臣，對外界隱瞞他的死訊三年。該名竊賊原本不願意假扮成武田信玄，但目睹敵軍來犯的意圖後，又有感於信玄不殺之恩，便主動表示願意效力。
起初，影武者的一言一行都受到嚴格的限制與監視，但除了少數重臣之外，所有人都把他當成主公信玄，對他敬畏有加。「影子」於是逐漸入戲，內心裡慢慢以真正的主公自居。他和信玄的孫子培養出深厚的感情，在會議上發表意見，更在一次是否出战的讨论中，發號施令，還因而扭轉了戰局。
然而，他的行為遭到詳知內情的信玄之子武田勝賴不滿。三年之約將滿，影武者不慎泄露身份，眾人遂將影武者驅逐出城，武田信玄的死訊終於公開。影子雖然被驅逐，內心裡已經深深烙印著對國家的責任，掛念國家的興亡。他眼看著武田勝賴莽撞出兵，欲挑戰織田信長與德川家康聯軍，內心煎熬萬分卻一點也使不上力。最後眼睜睜看著武田家的精銳部隊在長篠戰場上全軍覆沒（因织田首次采用了大量的火枪），而武田家也因此衰亡，影武者最后与“风林火山”的旗帜同随波于湖。

## 演員
- 仲代達矢（武田信玄／影武者）
- 山崎努（武田信廉）
- 萩原健一（武田勝賴）
- 根津甚八（土屋宗八郎）
- 大滝秀治（山縣昌景）
- 隆大介（織田信長）
- 油井昌由樹（德川家康）
- 桃井薰（お津弥の方）
- 倍賞美津子（於ゆうの方）
- 室田日出男（馬場信春）
- 志村喬（田口刑部）
- 藤原釜足（医師）
- 清水紘治、阿藤海、江幡高志、島香裕、松井範雄、矢吹二朗

## 外部連結
- 開眼電影網上《影武者》的資料（繁體中文）
- 豆瓣电影上《影子武士》的資料 （简体中文）
- 时光网上《影武者》的資料（简体中文）
- AllMovie上《影武者》的资料（英文）
- 爛番茄上《影武者》的資料（英文）
- Box Office Mojo上《影武者》的資料（英文）
- TCM电影资料库上《影武者》的资料（英文）
- 互联网电影数据库（IMDb）上《影武者》的资料（英文）